# 法諾
法諾是位於義大利中部馬爾凱大區佩薩羅-烏爾比諾省的一個城市。法諾是該地區人口第三多的城市，僅次於安科納和佩薩羅之後。

## 友好城市
- 德国拉施塔特
- 法國圣乌昂洛莫纳
- 英国聖奧爾本斯
- 捷克斯特日布羅

## 外部連結
- 官方網站 （页面存档备份，存于） （意大利文）